# Rapeikkosaaret
Rapeikkosaaret är en ö i Finland. Den ligger i sjön Juojärvi och i kommunen Heinävesi i den ekonomiska regionen  Nyslotts ekonomiska region  och landskapet Södra Savolax, i den sydöstra delen av landet, 300 km nordost om huvudstaden Helsingfors. Öns största längd är 120 meter i öst-västlig riktning. Notera att namnet antyder att det är fråga om flera öar.